# Enrique Juncosa Cirer
Enrique Juncosa (Palma, 1961) és un escriptor, crític d'art i museòleg balear. Com a museòleg, ha treballat com a subdirector de l'Institut Valencià d'Art Modern de València i del Museu Reina Sofia a Madrid. Entre 2003 i 2011 fou el director de l'Irish Museum of Modern Art, de Dublín. També ha comissariat exposicions sobre artistes com Rafel Joan o Joan Miró. Com a escriptor ha publicat set llibres de poemes i un recull de contes.

## Obra publicada
Poesia
- Amanecer zulú (1986)
- Pastoral con cebras (1990)
- Libro del océano (1991, ilustracions de Miquel Barceló Artigues)
- Peces de colores (1996)
- Las espirales naranja (2002)
- Bahía de las banderas (2007).
- La destruccion del invierno (2013)

Contes
- 2014 - Los hedonistas (Libros del lince)[2]

Assaig
- Caravel, una revista de literatura norteamericana publicada en Mallorca en los años 30 (2000)
- Miquel Barceló o el sentimiento del tiempo (2003)
- Las adicciones. Ensayos sobre arte contemporáneo (2006)
- Writers on Howard Hodgkin (ed)(2006)
- The Moderns, The Arts in Ireland from 1900s to 1960s. (ed. amb Christina Kennedy, 2011)
- The Irish Years, Selected writings (2013)